# Mitrasacme
Mitrasacme es un género con 96 especies de plantas con flores perteneciente a la familia Loganiaceae.

## Especies
- Mitrasacme aggregata
- Mitrasacme albomarginata
- Mitrasacme alsinoides
- Mitrasacme ambigua
- Mitrasacme archeri